# Josep Mañé i Baleta
Josep Mañé i Baleta (Esplugues de Llobregat, 1896 - Esplugues de Llobregat, abril del 1985) va ser un batlle franquista d'Esplugues l'any 1945. Va succeir Melcior Llavinés i Roca i el va succeir Gaietà Faura i Rodon. També va ser president de L'Avenç, un centre cultural d'Esplugues, i "jefe del Movimiento" a Esplugues.

## Biografia
Josep Mañé era constructor, tot i que va començar com a paleta. Va participar activament en la vida social d'Esplugues, arribant a ser president de L'Avenç. El 1939 va ser "jefe local del Movimiento" a Esplugues, càrrec que va ocupar durant 13 anys. Va ser primer tinent d'alcalde de l'Ajuntament d'Esplugues entre 1941 i 1945, any en què va ocupar l'alcaldia per poc temps. Li agradava la música (tocava instruments musicals, com el contrabaix i el fiscorn) i la pintura. Es va casar amb Maria Segura Telló (1879 - 4 d'abril del 1973), amb qui va tenir tres fills, Josep Maria, Adelaida i Concepció. Va morir a Esplugues a l'abril o maig de 1985.